# Pulau Sibigau
Pulau Sibigau är en ö i Indonesien.   Den ligger i provinsen Sumatera Barat, i den västra delen av landet, 800 km väster om huvudstaden Jakarta. Arean är 5,0 kvadratkilometer.
Terrängen på Pulau Sibigau är mycket platt. Öns högsta punkt är 46 meter över havet. Den sträcker sig 2,8 kilometer i nord-sydlig riktning, och 3,1 kilometer i öst-västlig riktning.